# AT-1K Raybolt
AT-1K Raybolt (кор. 현궁 «Hyeon-gung», Ханча : 晛弓) — южнокорейский переносной противотанковый ракетный комплекс третьего поколения, разработанный компанией LIG Nex1. Использует принцип «выстрелил и забыл», используя инфракрасную головку самонаведения, и имеет тандемную боеголовку для поражения динамической защиты. Raybolt имеет режимы атаки сверху и лобовой атаки. Это первая ПТРК, разработанная Южной Кореей и запущенная в серийное производство в июне 2017 года.
Производитель позиционирует Raybolt как конкурента и равного американскому FGM-148 Javelin и израильскому Spike-MR.
Впервые Raybolt был публично представлен на выставке Indodefence 2014.

## Разработка
Разработка была объявлена в 2007 году, а по-настоящему началась в 2010 году, когда существовавшие в Южной Корее ПТРК подходили к концу своего 25-летнего срока службы. Приоритетами LIG Nex1 во время разработки были эффективность на уровне зарубежных аналогов, относительно небольшой вес, экспортная конкурентоспособность за счет локализации основных компонентов, экономическая эффективность и надёжность. Разработка шла не совсем гладко, и за первые пять лет произошло несколько неудач. В ретроспективе разработки Raybolt один инженер назвал самой большой проблемой обеспечение качества. 30 мая 2017 года успешно завершился сертификационный тест качества Raybolt, организованный Администрацией программы оборонных закупок (DAPA).
Raybolt был разработан для замены устаревших противотанковых средств, таких как безоткатные орудия и ПТРК BGM-71 TOW. Южнокорейские ракеты TOW образца 1970-х годов не имели тандемных боеголовок и не могли уничтожать современные северокорейские танки, оснащённые динамической защитой (ДЗ).
Raybolt производится компанией LIG Nex1 в сотрудничестве с Агентством оборонного развития Южной Кореи (ADD) под эгидой DAPA. Около 95 % компонентов Raybolt производятся в Южной Корее.
Raybolt прошёл успешные испытания в Саудовской Аравии в декабре 2013 и в январе 2014 года. Ожидается, что контракт Raybolt будет стоить 1 триллион вон до 2023 года.

## Компоненты
Наиболее примечательной особенностью Raybolt является инфракрасная головка самонаведения, обеспечивающая возможность применение принципа «выстрелил и забыл». Также имеет тандемную боеголовку и режимы лобовой атаки и атаки сверху. В Raybolt используется бездымное топливо, благодаря чему из него можно стрелять изнутри здания. Ракета Raybolt и блок наблюдения и запуска (OLU) могут устанавливаться на транспортном средстве или переноситься в качестве переносного ранца двумя солдатами. Также обсуждается возможность установки ПТРК на вертолёты. OLU может работать днём и ночью с помощью тепловизионного прицела. Ракета использует мягкий пуск для выхода из пусковой трубы перед активацией основного двигателя полёта.
ПТРК Raybolt весит около 20 кг Дальность составляет 2,5 или 3 км. Тандемная боеголовка с кумулятивным зарядом может пробить 900 мм катаной гомогенной брони, за динамической защитой, что DAPA описывает как «отличную эффективность».

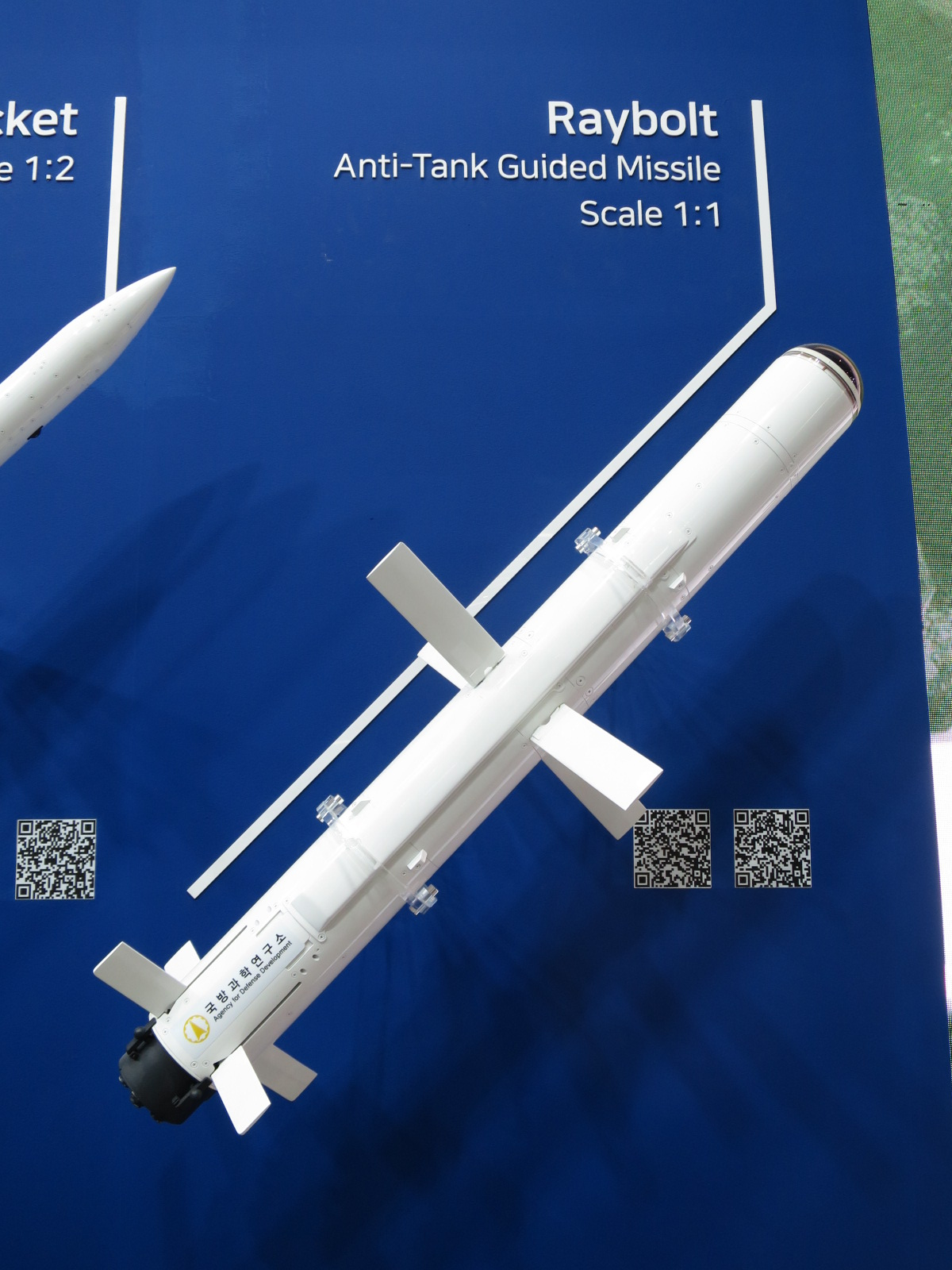
Ракета АТ-1К

В покупке ПТРК заинтересована Индия. Пак Тэ Сик, старший менеджер LIG Nex1, также сообщает об интересе со стороны стран Южной Америки.
ПТРК может нести расчёт из двух человек или же быть приспособлена для стрельбы с транспортных средств. Южнокорейская армия использует противотанковую внедорожник KLTV производства Kia Motors под названием K-153C. На крыше расположена пусковая башня с двумя готовыми к стрельбе ракетами и четырьмя дополнительными ракетами, размещёнными внутри машины.

### Пусковые установки
- Переносная пусковая установка
- К153С1
- Rotem KW2 Scorpion

## Боевое применение
Raybolt был поставлен в Вооружённые силы Республики Корея в 2017 году. Используется армией и Корпусом морской пехоты РК.
В 2018 году ПТРК Raybolt был замечен использовавшимся в гражданской войне в Йемене силами, поддерживаемыми Саудовской Аравией, против хуситов.
Использовался армией Азербайджана во время второй карабахской войны

## Операторы

Операторы AT-1K Raybolt (отмечены синим цветом)

- Азербайджан
- Саудовская Аравия
- Республика Корея[19]
- ОАЭ[20]